# Anatolij Dobrodiecki
Anatolij Wasiljewicz Dobrodiecki (ros. Анатолий Васильевич Добродецкий, ur. 6 stycznia 1923 w Charkowie, zm. 10 sierpnia 1943 w rejonie Łozowej) – radziecki lotnik wojskowy, młodszy porucznik lotnictwa, uhonorowany pośmiertnie tytułem Bohatera Związku Radzieckiego (1944).

## Życiorys
Urodził się w rodzinie rosyjskiego kolejarza. Był członkiem Komsomołu, w 1940 ukończył szkołę nr 3 i aeroklub w Charkowie, od 1940 służył w Armii Czerwonej. W 1942 ukończył wojskową lotniczą szkołę pilotów w Czuhujiwie, po czym został pilotem myśliwskim służącym w Zabajkalskim i Moskiewskim Okręgu Wojskowym. Od czerwca 1943 uczestniczył w wojnie z Niemcami, brał udział w bitwie kurskiej, wykonując 27 lotów bojowych i staczając 11 walk powietrznych, w których strącił osobiście 3 i w grupie 8 samolotów wroga. Później jako lotnik 279 pułku lotnictwa myśliwskiego 302 Dywizji Lotnictwa Myśliwskiego 4 Korpusu Lotnictwa Myśliwskiego 5 Armii Powietrznej Frontu Stepowego w stopniu młodszego porucznika brał udział w walkach w obwodzie charkowskim. 10 sierpnia 1943 w walce powietrznej z 18 niemieckimi samolotami niedaleko Łozowej strącił jeden myśliwiec, jednak jego samolot został trafiony i zapalił się, po czym pilot wykonał taranowanie Messerschmitta wroga własnym samolotem, niszcząc oba samoloty. 4 lutego 1944 otrzymał pośmiertnie tytuł Bohatera Związku Radzieckiego i Order Lenina. Jego imieniem nazwano ulicę i szkołę.